# Patchwork Family
Patchwork Family ist eine von Filmpool produzierte deutsche Seifenoper des Fernsehsenders Sat.1. Sie wurde vom 28. Januar 2013 bis zum 8. März 2013 werktäglich im Vorabendprogramm des Senders ausgestrahlt.

## Konzept der Serie
Die Serie beschreibt den Alltag einer deutschen „Patchworkfamilie“. Es wird der Tagesablauf des 41-jährigen verwitweten Fahrlehrers Michael und seiner 37-jährigen Lebensgefährtin Christina, von Beruf Polizistin, dargestellt. Beide haben sich eineinhalb Jahre vor Serienbeginn kennengelernt und sind zusammen in ein Haus in Schildow in der Nähe von Berlin gezogen. Sowohl Christina als auch Michael bringen jeweils vier Kinder aus früheren Beziehungen mit. Auch Christinas Eltern, Kurt und Marlies, sowie Michaels Eltern Toni und Sissi bereichern stark den Familienalltag. Des Weiteren kommen auch noch Christinas ältere Schwester Doro mit ihrer Familie, ihre jüngere Schwester Niki sowie auch noch Michaels Bruder Olaf und sein Lebensgefährte Henning hinzu.

## Stil der Serie
Die Serie wird in einem Dokumentarfilm-Stil gedreht. Die Kamera ist oft wackelig, um das Geschehen authentischer wirken zu lassen. Die Darsteller kommentieren Handlungen oder Ereignisse sowie Gefühlslagen in einer Art Interviewform. Die Protagonisten geben die Interviews während sie auf einem Sofa sitzen, dabei zeigen sich Parallelen zur US-amerikanischen Mockumentary-Comedy Modern Family. Auch die Zeichnung einiger Charaktere aus Patchwork Family beruht auf dem amerikanischen Vorbild. Zum Beispiel wurde die Idee mit dem homosexuellen Pärchen aus Modern Family übernommen, inklusive der Tatsache, dass der eine rothaarig und der andere übergewichtig ist.

## Produktion
Zunächst waren 120 Folgen für die erste Staffel in Auftrag gegeben worden. Tatsächlich gedreht wurden jedoch nur 58 Folgen, die letzte Folge wurde am 19. April 2013 ausgestrahlt. Die Serie wird ausschließlich von Laiendarstellern gespielt.

## Besetzung

### Hauptdarsteller
| Schauspieler                 | Rollenname                        | Episoden | Jahre | Bemerkungen |
| ---------------------------- | --------------------------------- | -------- | ----- | --- |
| Tino Korwitz                 | Michael Wischnewski               | 1–58     | 2013  | Fahrlehrer; Lebensgefährte von Christina, Vater von Antonia, Michelle, Käthe und Rudi, Sohn von Sissi und Toni                    |
| Nadine Fichtner              | Christina Jäger                   | 1–58     | 2013  | Polizistin; Lebensgefährtin von Michael, Mutter von David, Louisa, Nele und Fabian, Tochter von Marlies und Kurt                  |
| Roswitha Nürnberg            | Marlies Jäger                     | 1–58     | 2013  | Hausfrau; Mutter von Christina, Doro und Niki, Ehefrau von Kurt                                                                   |
| Thomas Tomczak               | Kurt Jäger                        | 1–58     | 2013  | Vater von Christina, Doro und Niki, Ehemann von Marlies                                                                           |
| Sigrid Schnegelsiepen-Sengül | Sissi Wischnewski                 | 1–58     | 2013  | Rentnerin, davor Opernsängerin; Mutter von Michael und Olaf, Ehefrau von Toni                                                     |
| Lothar Frees                 | Toni Wischnewski                  | 1–58     | 2013  | Rentner, davor Geschäftsführer eines Clubs; Vater von Michael und Olaf, Ehemann von Sissi                                         |
| N.N.                         | Dorothea „Doro“ Pruschke          | 1–58     | 2013  | Hausfrau; Ältere Schwester von Christina, Ehefrau von Holger, Mutter von Jeremy, Sarafina und Ronny, Tochter von Marlies und Kurt |
| Oliver Dunzel                | Holger Pruschke                   | 1–58     | 2013  | Ehemann von Doro, Vater von Jeremy, Sarafina und Ronny                                                                            |
| Steven Reißner               | Ronny Pruschke                    | 1–58     | 2013  | Schüler; Sohn von Doro und Holger, jüngerer Bruder von Jeremy und Sarafina                                                        |
| Pierre Sommerfeld            | Jeremy Pruschke                   | 1–58     | 2013  | Hilfsarbeiter; Sohn von Doro und Holger, älterer Bruder von Ronny und Sarafina                                                    |
| Yonca Weißmann               | Sarafina Pruschke                 | 1–58     | 2013  | Kellnerin in Nikis Cafe; Tochter von Doro und Holger, Schwester von Jeremy und Ronny                                              |
| Caro Erfurth                 | Niki Jäger                        | 1–58     | 2013  | Cafebesitzerin; Schwester von Christina, Tochter von Marlies und Kurt                                                             |
| Thomas Gerber                | David Jäger                       | 1–58     | 2013  | Schüler einer Gesamtschule; Sohn von Christina, Zwillingsbruder von Nele, Bruder von Louisa und Fabian                            |
| Anna van Heisler             | Louisa Jäger                      | 1–58     | 2013  | Krankenschwester; Älteste Tochter von Christina, Schwester von David, Nele und Fabian; One-Night-Stand von Juri                   |
| Eileen Fertig                | Nele Jäger                        | 1–58     | 2013  | Schülerin an einer Gesamtschule; Tochter von Christina, Zwillingsschwester von David, Schwester von Louisa und Fabian             |
| N.N.                         | Fabian Jäger                      | 1–58     | 2013  | Schüler; Jüngster Sohn von Christina, Bruder von Louisa, David und Nele                                                           |
| Jens-Holger Lemke            | Olaf Wischnewski                  | 1–58     | 2013  | Leiter eines Schönheitsstudios; Bruder von Michael, Ehemann von Henning, Sohn von Toni und Sissi                                  |
| Stephan Otto                 | Henning Michelsberger-Wischnewski | 1–58     | 2013  | Student; Ehemann von Olaf |
| Paula Süring                 | Antonia Wischnewski               | 1–58     | 2013  | Kfz-Mechatronikerin; Tochter von Michael, Schwester von Michelle, Rudi und Käthe                                                  |
| Jean Victoria Langen         | Michelle Wischnewski              | 1–58     | 2013  | Älteste Tochter von Michael, Schwester von Antonia, Rudi und Käthe                                                                |
| Erik Neander                 | Rudi Wischnewski                  | 1–58     | 2013  | Auszubildender Landschaftsgärtner; sohnvon Michael, Bruder von Antonia, Michelle und Käthe                                        |
| Celine Börner                | Käthe Wischnewski                 | 1–58     | 2013  | Schülerin an einer Gesamtschule; Jüngste Tochter von Michael, Schwester von Antonia, Rudi und Michelle                            |
| Artsiom Zhavarankau          | Juri Marlewski                    | 1–58     | 2013  | Mitarbeiter in der Werkstatt; Freund von Antonia; One-Night-Stand von Louisa                                                      |
| Willi Arnold                 | Patrick Wimmer                    | 15–58    | 2013  | Guter Freund von David; Ex-Freund von Nele                                                                                        |

### Nebenfiguren
| Schauspieler    | Rollenname          | Episoden | Jahre | Bemerkungen                                    |
| --------------- | ------------------- | -------- | ----- | ---------------------------------------------- |
| David Krösing   | Ben „Stone“ Steiner | 1–58     | 2013  | Freund von Käthe, späterer Freund von Michelle |
| Marzia Tedeschi | Francesca           | 5–58     | 2013  | Angestellte und Trauzeugin von Olaf            |
| Tatjana Popovic | Svetlana Marlewski  | 33–58    | 2013  | Mutter von Juri                                |

## Ausstrahlung
| Jahr | Folgen | Sender | Sendeplatz (Erstausstrahlung) | Sendeplatz (Wiederholung am nächsten Tag)       | Sendeplatz (Wiederholung am Wochenende)                         | Senderpremiere | Senderfinale  |
| ---- | ------ | ------ | ----------------------------- | ----------------------------------------------- | --------------------------------------------------------------- | -------------- | ------------- |
| 2013 | 30     | Sat.1  | werktags um 18:00 Uhr         | werktags um 10:00 Uhr (29. Jan.-15. Febr. 2013) | Samstag um 12:00/13:00/14:00/15:00/16:00 Uhr (2.+9. Febr. 2013) | 28. Jan. 2013  | 8. März 2013  |
| 2013 | 28     | Sixx   | werktags um 17:00 Uhr         |                                                 |                                                                 | 11. März 2013  | 19. Apr. 2013 |

Die Sendung wurde vom 28. Januar bis 8. März 2013 im Vorabendprogramm von Sat.1 ausgestrahlt. Auf Grund konstant schlechter Quoten gab der Sender am 6. März 2013 bekannt, dass ab 11. März 2013 keine neuen Folgen auf Sat.1 ausgestrahlt werden und die restlichen Folgen der ersten Staffel stattdessen auf Sixx zu sehen sein werden.

## DVD-Veröffentlichung
Die erste Staffel mit den Folgen 1-20 soll am 15. März 2013 auf DVD in Deutschland veröffentlicht werden. Die zweite Staffel mit den Folgen 21-40 wurde am 26. April 2013 auf DVD veröffentlicht.